# Mumford & Sons
Mumford & Sons là một ban nhạc Anh theo thể loại rock dân gian (folk rock). Các thành viên trong ban nhạc gồm Marcus Mumford (hát chính, ghita, trống, mandolin), Ben Lovett (hát, nhạc cụ có phím, phong cầm, trống), Winston Marshall (hát, banjo, ghita, ghita resonator) và Ted Dwane (hát, bass có dây, trống, ghita).

## Thành viên ban nhạc
| - Marcus Mumford – hát chính, guitar điện, guitar thùng, trống - Ben Lovett – hát chính, keyboard, dương cầm, bộ tổng hợp - Winston Marshall – hát chính, guitar điện, banjo, - Ted Dwane – hát chính, guitar bass, acoustic bass - Chris Maas - trống - Tom Hobden - vĩ cầm (cùng Noah and the Whale) - Nick Etwell – trumpet, flugelhorn (cùng The Filthy Six) - Dave Williamson – trombone Wilder Mind - James Ford - drums, percussion, keyboards - Tom Hobden - violin - Thomas Bartlett aka Doveman - keyboards - Dave Nelson - trombone - Aaron Dessner - keyboards - Benjamin Lanz - trombone | Sigh No More - Nick Etwell - trumpet - flugelhorn - Pete Beachill - trombone - Neil Catchpole - vĩ cầm, viola - Christopher Allan - cello Babel - Chris Allan – cello - Nell Catchpole – vĩ cầm, viola - Nick Etwell – trumpet, flugelhorn - Ross Holmes – vĩ cầm - Dave Williamson – trombone - Ross Holmes – fiddle (cùng Chessboxer) - Richard Freeman - trumpet - Ephraim Owens - trumpet - Will Calderbank – cello (cùng Sons of Noel and Adrian) - Chris Allan - cello - Michael Siddell – vĩ cầm (cùng The Leisure Society) - Ivan Bunyard - trống - Harry Cargill - guitar mộc, mandolin |

## Danh sách đề cử và giải thưởng

### Giải Grammy
Mumford & Sons đã thắng 2 giải Grammy sau 14 lần đề cử.
| 2011                          |       |
| Mumford & Sons                |       |
| Nghệ sĩ mới xuất sắc nhất     | Đề cử |
| "Little Lion Man"             |       |
| Bài hát Rock hay nhất         | Đề cử |
| 2012                          |       |
| "The Cave"                    |       |
| Thu âm của năm                | Đề cử |
| Bài hát của năm               | Đề cử |
| Trình diễn Rock xuất sắc nhất | Đề cử |
| Bài hát Rock hay nhất         | Đề cử |

## Danh sách đĩa nhạc
- Sigh No More (2009)
- Babel (2012)